# Squalus
Squalus is een geslacht van kraakbeenvissen uit de familie van de doornhaaien (Squalidae).

## Soorten
Het geslacht telt de volgende 38 soorten:
- Squalus acanthias (Linnaeus, 1758) – Doornhaai
- Squalus albicaudus (Viana, Carvalho & Gomes, 2016)
- Squalus albifrons (Last, W. T. White & Stevens, 2007)
- Squalus altipinnis (Last, W. T. White & Stevens, 2007)
- Squalus bahiensis (Viana, Carvalho & Gomes, 2016)
- Squalus bassi (Viana, de Carvalho & Ebert, 2017)
- Squalus blainville (A. Risso, 1827) – Blainvilles doornhaai
- Squalus boretzi Dolganov, 2019
- Squalus brevirostris (Tanaka, 1917)
- Squalus bucephalus (Last, Séret & Pogonoski, 2007)
- Squalus chloroculus (Last, W. T. White & Motomura, 2007)
- Squalus clarkae (Pfleger, Grubbs, Cotton & Daly-Engel, 2018)
- Squalus crassispinus (Last, Edmunds & Yearsley, 2007)
- Squalus cubensis (Howell-Rivero, 1936) – Cubaanse doornhaai
- Squalus edmundsi (W. T. White, Last & Stevens, 2007)
- Squalus formosus (W. T. White & Iglésias, 2011)[2]
- Squalus grahami (W. T. White, Last & Stevens, 2007)
- Squalus griffini (Phillipps, 1931)
- Squalus hawaiiensis Daly-Engel, Koch, Anderson, Cotton & Grubbs, 2018
- Squalus hemipinnis (W. T. White, Last & Yearsley, 2007)
- Squalus hima Sweta & Bineesh, 2024
- Squalus japonicus (Ishikawa, 1908) – Japanse doornhaai
- Squalus lalannei (Baranes, 2003)
- Squalus lobularis (Viana, Carvalho & Gomes, 2016)
- Squalus longispinis Fricke, Durville, Potin & Mulochau, 2023
- Squalus mahia (Viana, Lisher & Carvalho, 2017)
- Squalus margaretsmithae (Viana, Lisher & Carvalho, 2017)
- Squalus megalops (Macleay, 1881)
- Squalus melanurus (Fourmanoir & Rivaton, 1979) – Zwartstaartdoornhaai
- Squalus mitsukurii (Jordan & Snyder, 1903) – Kortstekeldoornhaai
- Squalus montalbani (Whitley, 1931)
- Squalus nasutus (Last, L. J. Marshall & W. T. White, 2007)
- Squalus notocaudatus (Last, W. T. White & Stevens, 2007)
- Squalus quasimodo (Viana, Carvalho & Gomes, 2016)
- Squalus rancureli (Fourmanoir & Rivaton, 1979) – Rancurels doornhaai
- Squalus raoulensis (Duffy & Last, 2007)
- Squalus shiraii (Viana & Carvalho, 2020)
- Squalus suckleyi (Girard, 1854)